# Zhenkang
Zhenkang, tidigare stavat Chenkang, är ett härad som lyder under Lincangs stad på prefekturnivå i Yunnan-provinsen i sydvästra Kina.